# 多农
多农（法語：Dosnon，法語發音：[donɔ̃]）是法国奥布省的一个市镇，属于特鲁瓦区。

## 地理
多农（48°36'40"N, 4°13'47"E）面积28.69 平方千米，位于法国大東部大區奥布省，该省份为法国中北部省份，北起马恩省，西接塞纳-马恩省，西南至约讷省，东南至科多尔省，东临上马恩省。
与多农接壤的市镇（或旧市镇、城区）包括：阿利博迪耶尔、勒谢讷、格朗维尔、埃尔比斯、吕特尔、特鲁昂、安博维尔、圣旺-栋普罗、松皮。

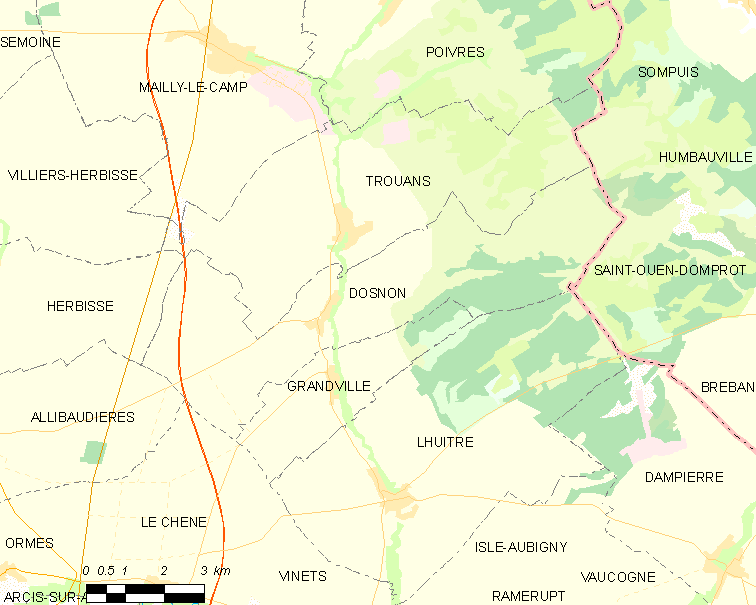
多农的OSM定位图

多农的时区为UTC+01:00、UTC+02:00（夏令时）。

## 行政
多农的邮政编码为10700，INSEE市镇编码为10130。

## 政治
多农所属的省级选区为奥布河畔阿尔西县。

## 人口

1962-2008年间多农人口变化图示

多农于2022年1月1日时的人口数量为99人。